# Dobă
 (février 2024).
Si vous disposez d'ouvrages ou d'articles de référence ou si vous connaissez des sites web de qualité traitant du thème abordé ici, merci de compléter l'article en donnant les références utiles à sa vérifiabilité et en les liant à la section « Notes et références ».
Le dobă, ou doba, est un grand tambour sur cadre à cymbales de Roumanie fréquemment employé dans la musique roumaine folklorique de Transylvanie. C'est sans doute un dérivé du riqq arabe.

## Jeu
- Extrait sonore